# Bożena Kiziewicz
Bożena Kiziewicz (ur. 2 kwietnia 1956 w Torulach, zm. 6 kwietnia 2016) – polska biolog, specjalistka w zakresie hydrobiologii, mykologii, mikrobiologii oraz toksykologii; doktor habilitowana nauk biologicznych.

## Życiorys
W 1981 roku ukończyła biologiczną ochronę wód na Akademii Rolniczo-Technicznej w Olsztynie uzyskując tytuł magistra inżyniera. Następnie została zatrudniona na Akademii Medycznej w Białymstoku, gdzie zdobywała kolejne awanse akademickie. Stopień doktorski w zakresie biologii medycznej uzyskała w 1991 na podstawie pracy pt. Kumulowanie się chlorowanych węglowodorów w tkankach ryb, przygotowanej pod kierunkiem prof. Bazylego Czeczugi. Habilitowała się w 2008 na Wydziale Biologii Uniwersytetu Warmińsko-Mazurskiego na podstawie oceny dorobku naukowego i rozprawy pt. Wykorzystanie grzybów do oceny stanu czystości wód powierzchniowych i podziemnych dorzecza Supraśli.
Artykuły publikowała w takich czasopismach jak m.in. „Acta Mycologica”, „Polish Journal of Environmental Studies” oraz „Mycologia Balcanica”. Należała do Polskiego Towarzystwa Botanicznego oraz Polskiego Towarzystwa Parazytologicznego. Zmarła 6 kwietnia 2016 roku.